# Günter Bartusch
Günter Bartusch (Freiberg, 18 de abril de 1943 - Hohenstein-Ernstthal, 8 de julio de 1971) fue un piloto de motociclismo alemán, que participó en el Campeonato del Mundo de Motociclismo entre 1968 y 1971. Su mejor temporada fue en 1970 cuando acabó en octavo lugar de la categoría de 350cc. Bartusch falleció en la sesión de entrenamientos del Gran Premio de Alemania del Este de 1971 de 350cc en el circuito de Sachsenring.

## Resultados en el Campeonato del Mundo
Sistema de puntuación desde 1969 hasta 1987:
| Posición | 1.º | 2.º | 3.º | 4.º | 5.º | 6.º | 7.º | 8.º | 9.º | 10.º |
| Puntos   | 15  | 12  | 10  | 8   | 6   | 5   | 4   | 3   | 2   | 1    |

### Carreras por año
(Carreras en negrita indica pole position; Carreras en cursiva indica vuelta rápida)
| Año  | Clase | Equipo | 1       | 2       | 3       | 4       | 5       | 6           | 7       | 8       | 9       | 10    | 11      | 12    | 13 | Pts. | Pos. |
| ---- | ----- | ------ | ------- | ------- | ------- | ------- | ------- | ----------- | ------- | ------- | ------- | ----- | ------- | ----- | -- | ---- | ---- |
| 1968 | 125cc | MZ     | RFA -   | ESP -   |         | TT -    | NED -   | BEL -       | RDA 3   | CZE 3   | FIN Ret | ULS - | NAT -   |       |    | 12   | 16.º |
| 1969 | 125cc | MZ     | ESP -   | GER -   | FRA -   | IOM -   | NED -   | BEL -       | DDR Ret | CZE -   | FIN 2   | ULS - | NAT -   | YUG - |    | 12   | 16.º |
| 1969 | 250cc | MZ     | ESP -   | GER -   | FRA -   | IOM -   | NED -   | BEL Ret     | DDR 10  | CZE -   | FIN 2   | ULS - | NAT Ret | YUG 6 |    | 18   | 11.º |
| 1970 | 125cc | MZ     | GER 9   | FRA 3   | YUG 28  | IOM 3   | NED Ret | BEL -       | DDR -   | CZE -   | FIN -   | ULS - | NAT 11  | ESP - |    | 22   | 9.º  |
| 1970 | 250cc | MZ     | GER Ret | FRA Ret | YUG Ret | IOM 3   | NED Ret | BEL -       | DDR 5   | CZE Ret | FIN Ret | ULS - | NAT Ret | ESP - |    | 16   | 15.º |
| 1970 | 350cc | MZ     | GER -   |         | YUG -   | IOM -   | NED -   |             | DDR -   | CZE -   | FIN Ret | ULS 2 | NAT 4   | ESP - |    | 20   | 8.º  |
| 1971 | 125cc | MZ     | AUT -   | GER -   | IOM Ret | NED -   | BEL     | DDR -       | CZE -   | SWE -   | FIN -   | ULS - | NAT -   | ESP - |    | 0    | -    |
| 1971 | 250cc | MZ     | AUT 2   | GER Ret | IOM Ret | NED Ret | BEL 10  | DDR Ret (†) | CZE -   | SWE -   | FIN -   | ULS - | NAT -   | ESP - |    | 13   | 15.º |
| 1971 | 350cc | MZ     | AUT Ret | GER -   | IOM 9   | NED 12  |         | DDR Ret (†) | CZE -   | SWE -   | FIN -   | ULS - | NAT -   | ESP - |    | 2    | 48.º |